# Fijngestreepte satijnzwam
De fijngestreepte satijnzwam (Entoloma cryptocystidiatum) is een schimmel behorend tot de familie Entolomataceae. Hij leeft saprotroof, in onbemest hooiland op natte bodem

## Kenmerken

### Uiterlijke kenmerken
Hoed
De hoed heeft een diameter van 20-32 mm, conisch-convex van vorm met aanvankelijk smal opgerolde en later rechte rand. De hoed is sterk hygrofaan, vochtig vrij licht grijs-bruin met een iets donkerder centrum en lichtere rand, transparant gestreept tot het centrum. Bij het drogen wordt de kleur aanzienlijk lichter met radiale strepen naar zilverwit en een okerkleurige zweem, opvallend zijdeachtig van textuur.
Lamellen
De lamellen zijn dicht op elkaar, vrij, buikig, aanvankelijk licht bruin-grijs zonder enige roze tint en 2,5-4 mm breed. 
Steel
De steel is slank, cilindrisch, hol, bros, grijs-bruin van kleur en met lengtestrepen en 47-53 × 1,5-2,5 mm. 
Geur en smaak
Het vlees in de hoed is dun en bruin-grijs, in de steel ook bruin-grijs. De geur is zwak fungoid en de smaak is onopvallend.

### Microscopische kenmerken
De sporen zijn 5-6-hoekig in zijaanzicht met vrij stompe hoeken en meten (8,5-) 8,7-10 (-10,2) × (7,5-) 7,7-8,3 µm. De basidia, de sporen dragende cellen, meten 29-38,3 × 11,5-12,5 µm, meestal breed knotsvormig en 4-sporig. Volgroeide basidia zijn relatief schaars. Basidiolen meten 24-33 × 10,5-19 micrometer, breed knotsvormig. De cheilocystidia subcilindrisch, soms flexueus, vaak subkapvormig, soms met verdikte, reflecterende punt, verspreid tussen basidia zonder voorbij het hymenium uit te steken en meten zijn (8.1-) 15,3—42,1 × 4,8-7,6 µm.
Het subhymenium is sterk ontwikkeld en filamentachtig vertakt. De hymenoforale trama is subregelmatig, met elementen van 110-206 × 6,7-17 micrometer, cilindrisch of zwak opgezwollen. De pileipellis is een cutis van cilindrische, kruipende hyfen, 3,3-5,8 micrometer breed, die geleidelijk overgaat in trama. De pileitrama is regelmatig, met hyfen radiaal gerangschikt en 5-20 micrometer breed. Het pigment is diffuus en intracellulair in zowel de pileitrama als de pileipellis. gespen zijn vrij frequent in het hymenium en subhymenium, maar zeldzaam in het trama.

## Verspreiding
In Nederland komt de fijngestreepte satijnzwam zeldzaam voor. Hij staat op de rode lijst in de categorie Gevoelig.